# Love Is a Long Road
"Love Is a Long Road" é uma canção do cantor estadunidense Tom Petty, presente em seu primeiro álbum de estúdio solo, Full Moon Fever (1989). Embora tenha sido lançada apenas como lado B de "Free Fallin'" no Reino Unido, e não lançada como single independente, a canção recebeu uma boa quantidade de airplay nas rádios. Nos Estados Unidos, alcançou a 7ª posição na parada Album Rock Tracks da Billboard.

## Composição
A canção de rock foi co-escrita pelo guitarrista Mike Campbell, que se inspirou em uma motocicleta que possuía. O músico disse: "Eu estava realmente interessado nesse estado de espírito. Parece uma motocicleta mudando de marcha." "Love Is a Long Road" aparece na compilação de disco duplo Anthology: Through the Years (2000) bem como no box set Playback (1995).

## Apresentações ao vivo
A canção se tornou bastante popular como faixa ao vivo e foi tocada 174 vezes em shows, sendo apresentada pela última vez em 2013.

## Recepção da crítica
Outra música de Petty do final dos anos 1980 que relembra um romance fraturado, a AllMusic descreveu a canção como uma versão simplificada de canções clássicas "Baba O'Riley" e "Won't Get Fooled Again" de The Who, e uma das faixas de rock "mais poderosas" do álbum. A Rolling Stone classificou a canção em 38º lugar em uma lista das 100 melhores canções de Petty.

## Uso na cultura popular
Em 2023, a canção foi usada no primeiro trailer do jogo eletrônico Grand Theft Auto VI, da Rockstar Games. Após o lançamento do trailer, a canção obteve um aumento de 36.979% de streams no Spotify, passando de 5 milhões de reproduções para 40 milhões em poucos meses.

## Desempenho nas tabelas musicais
| Tabela musical (1989)                        | Melhor posição |
| -------------------------------------------- | -------------- |
| Estados Unidos (Billboard Album Rock Tracks) | 7              |

| Tabela musical (2023)                              | Melhor posição |
| -------------------------------------------------- | -------------- |
| Estados Unidos (Billboard Rock Digital Song Sales) | 7              |